# カンネルマキ駅
カンネルマキ駅 (フィンランド語: Kannelmäen rautatieasema, スウェーデン語: Gamlas järnvägsstation) はヘルシンキ近郊列車の駅。 ヘルシンキ市北部にあり、 カンネルマキ地区の中心駅。ヘルシンキ・ヴァンター国際空港とヘルシンキ中央駅を結ぶP（空港方面行）・I系統（ヘルシンキ方面行）の全列車が停車する。

## 駅構造
相対式二面二線の駅。歩道橋が架かっており、それを利用してホーム間を移動できる。
エレベータは1番線、2番線ともに二台存在する。券売機は2番線側に1台存在する。
駅北方のカンネルマキ−マルミンカルタノガ間には上下線の渡り線が存在する。

### のりば

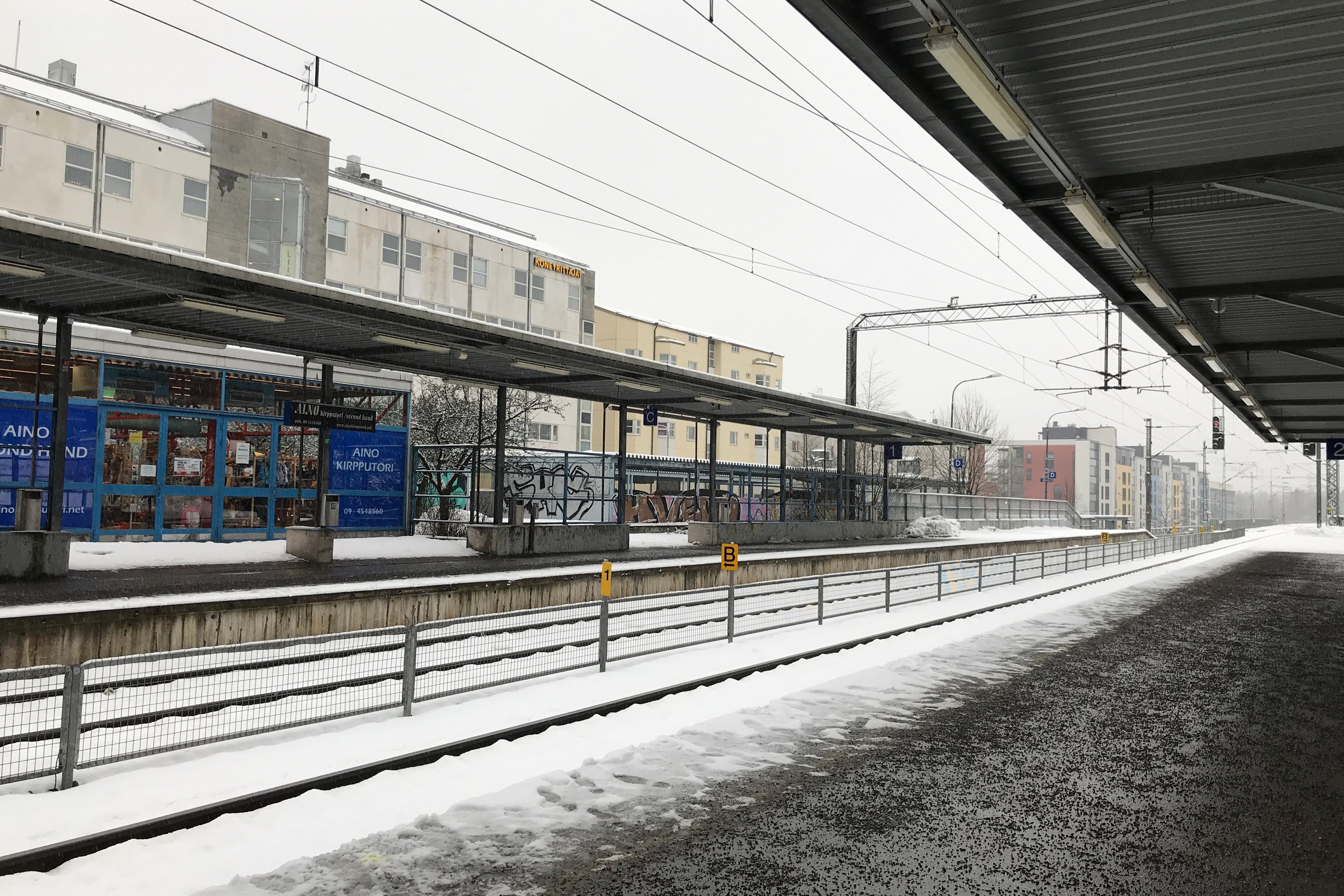
2番線側からの光景

| 1番線 | ■ | P系統 | 空港方面           |
| 2番線 | ■ | I系統 | ヘルシンキ中央方面 |

※進行方向は左側通行である。

## 乗換
ヘルシンキ市交通局が運行する路線バスに乗り換えが可能である。
- 36番　コナラ行、プリッコラ行
- 42番　カンネルマキ駅始発カンピ行
- 43番　ヘルシンキ中央駅行、ハクニンマア行
- 56番　カンネルマキ駅始発カラサタマ行

## 駅周辺
- Kanneltalo（カルチャーセンター）
- Prisma Kaari（24時間営業ショッピングモール）